# Ugo (giurista)

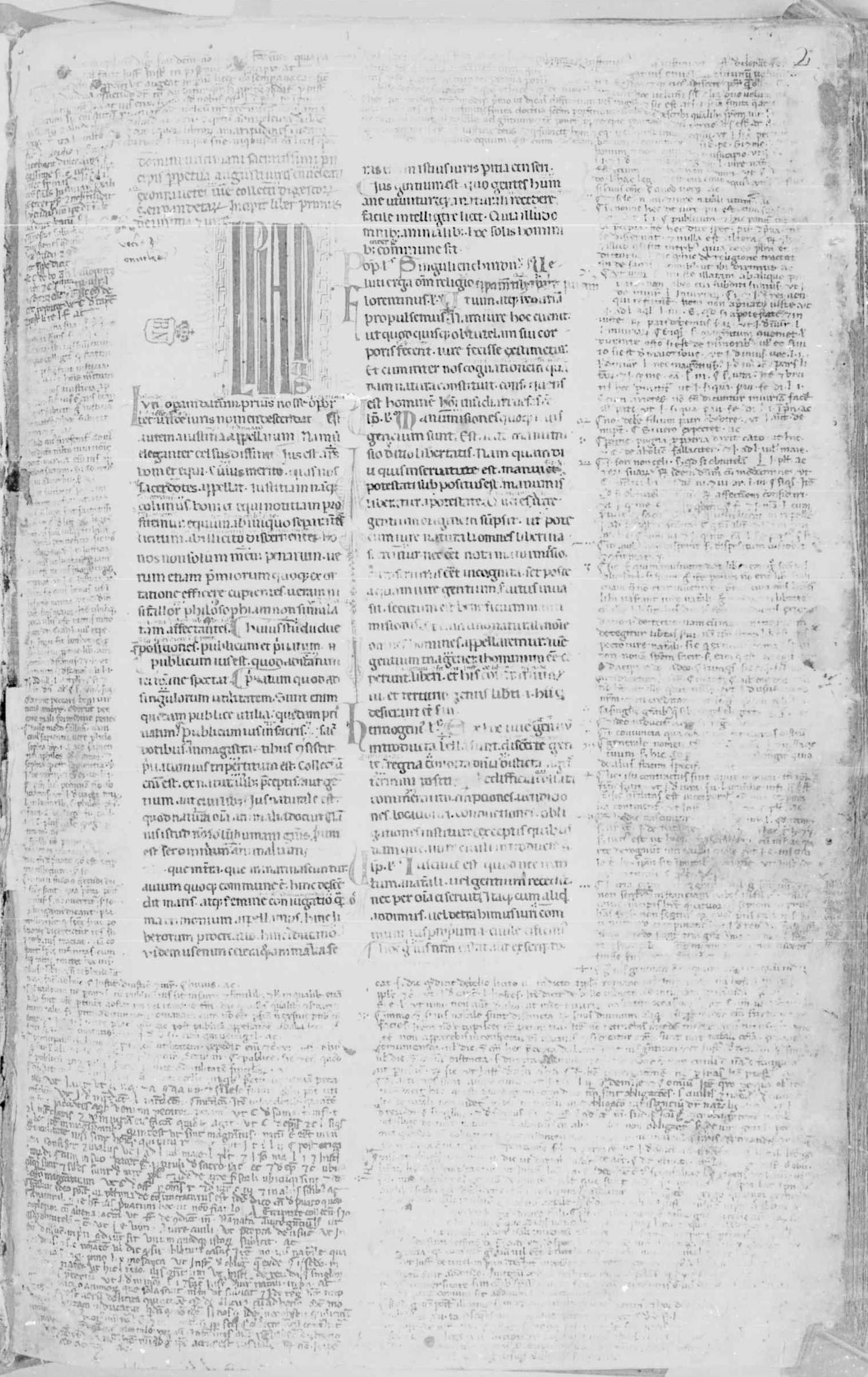
Glossae ad Digestum vetus, manoscritto, XIV secolo

Ugo di Porta Ravegnana, detto anche Hugo de porta Ravennate (... – 1166-1171) è stato un giurista italiano, esponente della Scuola bolognese dei glossatori.

## Biografia
Proveniva da una famiglia di fedeltà ghibellina, il cui quartiere di residenza, nella città di Bologna, diede origine all'appellativo "de porta ravennate" (volg., di porta Ravegnana), con cui il giurista è menzionato in molti documenti.
Insieme a Bulgaro, Martino Gosia e Jacopo, Hugo fu uno dei "quattro dottori", il gruppo di discepoli di Irnerio che diedero lustro alla Scuola dei glossatori di Bologna. 
La loro autorevolezza era tale che i quattro giuristi furono chiamati da Federico Barbarossa quali consiglieri imperiali nella dieta di Roncaglia del 1158.
Dovette morire dopo il 1166, quando un documento lo attesta in vita, ma non oltre il 1171, anno in cui un documento ne menziona la vedova.
Scrisse delle glosse al diritto romano, delle distinctiones e una Summula de pugna.

## Opere

### Manoscritti
- Glossae ad Digestum vetus, XIV secolo, Madrid, Biblioteca Nacional de España, Manuscritos, MS 675.
- Distinctiones, fragmentum, XIII secolo, London, British Library, Royal MS, Royal MS 6 B X,  ff. 87-93.

## Nome
1. ↑   Ugo, in Treccani.it – Enciclopedie on line, Roma, Istituto dell'Enciclopedia Italiana.

## Fonti
- Friedrich Carl von Savigny,  Storia del diritto romano nel medio evo, Vol II
- Ugo, in Treccani.it – Enciclopedie on line, Roma, Istituto dell'Enciclopedia Italiana.